# Stanowce Dolne
Stanowce Dolne (ukr. Nizhni Stanivtsi (Нижні Станівці), niem. Unterstanestie, rum. Staneştii de Jos, ros. Nizhniye Stanovtsy) – miejscowość położona w rejonie kitsmańskim, obwodzie czerniowieckim, na Ukrainie; 43 km na zachód od miejscowości Czerniowce oraz 17 km na południe od miejscowości Waszkowce.
Urodził się tutaj Wilhelm Skibiński.

## Liczba mieszkańców
Liczba mieszkańców miejscowości Stanowce Dolne z biegiem lat prezentowała się następująco:
- 1869 – 1 171 mieszkańców[4],
- 1880 – 2 727 mieszkańców (1 332 mężczyzn, 1 395 kobiet),
- 1890 – 2 996 mieszkańców (1 485 mężczyzn, 1 511 kobiet),
- 1900 – 3 378 mieszkańców (1 666 mężczyzn, 1 712 kobiet),
- 1930 – 3 793 mieszkańców (szacunkowo),
- 1975 – 1 602 mieszkańców,
- 1990 – 1 562 mieszkańców,
- 2000 – 1 457 mieszkańców,
- 2015 – 1 114 mieszkańców (668 mężczyzn, 746 kobiet)[1].

Pomiędzy danymi ze Słownika geograficznego Królestwa Polskiego i innych krajów słowiańskich, a spisami ludności za panowania monarchii austro-węgierskiej występują pewne rozbieżności (np. w roku 1872 miejscowość Stanowce Dolne miała liczyć dopiero 245 mieszkańców), niemniej poznawczo bardziej wartościowym źródłem są ww. spisy ludnościowe z lat 1872, 1880, 1890 oraz 1900.
Wedle spisu z 1930 roku, miejscowość miała być zamieszkała przez 622 Żydów, stanowiących tym samym 16,4% populacji ogółem.

## Historia
Miejscowość we współczesnym kształcie powstała najprawdopodobniej w okresie kolonizacji Księstwa Bukowiny jako ośrodek pozyskiwania drewna i związanej z tym produkcji. W czasach panowania monarchii austro-węgierskiej okoliczne dobra leśne stanowiły własność hr. Wojciecha Dzieduszyckiego.
W okresie międzywojennym trudem wspólnoty mniejszości polskiej w tejże miejscowości ufundowano drewniany kościół obrządku katolickiego oraz lokalny cmentarz; kościół tej jednak został rozebrany po zakończeniu II Wojny Światowej, a cmentarz wobec żywiołu repatriacji pozostaje opuszczony.
Po wkroczeniu w czerwcu 1941 Niemców na terytorium Bukowiny okupowane przez Armię Radziecką, w okresie od 28 lipca 1941 roku do 31 lipca 1941 roku w tej miejscowości zamordowano kilkudziesięciu Żydów. Miejscowość ta była również nawiedzana przez nacjonalistów ukraińskich, którzy w latach 1942–1943 terroryzowali ludność lokalną oraz mniejszości etniczne.